# جان رابینسون (بازیگر آمریکایی)
جان رابینسون (به انگلیسی: John Robinson) (زاده ۲۵ اکتبر ۱۹۸۵) بازیگر آمریکایی است.
از فیلم‌های معروف او می‌توان به بازی در فیلم‌های اونجوری بامزه است، سرافیم فالز، به یاد داشته باشید و قلب فریبکار اشاره کرد.